# Lilian Gard
Eva Lilian Kristina Gard, ogift Löfström, född 27 mars 1950 i Dikanäs församling, Västerbottens län, är en svensk kristen sångare, programledare och lärare.
Hon var programledare för TV-programmet Mitt liv och min lovsång i slutet av 1980-talet och medverkade även i Minns du sången i slutet av 1990-talet. Hon är engagerad i Pingstförsamlingen i Jönköping. Hon arbetar som lågstadielärare på Stensholmsskolan i Huskvarna.
Sedan 1972 är hon gift med Ingemar Gard (född 1946) som ackompanjerar henne när de är ute och sjunger. Deras dotter är sångaren Evelina Gard.

## Diskografi i urval
- 1987 – Lilian Gard
- 1989 – Du är värdig
- 1992 – Jag tycker om dig, familjen Gard
- 2006 – Bara i din närhet, skiva utgiven av Pingst Jönköping, Lilian Gard en bland solisterna.[3]